# Camilo Pérez Monllor
Camilo Pérez Monllor (Alcoy, Alicante 25 juli 1877 - aldaar, 4 januari 1947) was een Spaans componist en dirigent. Hij was de oudste zoon van de kapelmeester Camilo Pérez Laporta (1852-1917).

## Levensloop
Samen met zijn jongere broer Evaristo Pérez Monllor (1880-1930) behoort Camilo Pérez Monllor tot de bekendste figuren in het muziekleven van Alcoy en kreeg zijn eerste muzieklessen van zijn vader. In 1891 werd hij als vrijwillige lid van de Banda militar del Regimiento de Zaragoza nº12 in Madrid. Hij studeerde aan het Real Conservatorio de Música y Declamación de Madrid.
Hij was vanaf 1898 dirigent van de befaamde Banda de la Marina de San Fernando te Cádiz, Larache en in Cartagena en was voorganger en leraar van zijn opvolger Germán Álvarez Beigbeder. Op zijn initiatief werd het Orquesta Filarmónica op 20 januari 1927 in Cartagena opgericht. Hij bleef in deze stad tot zijn pensionering. In zijn geboortestad was hij van 1929 tot 1933 dirigent van de Música "Primitiva" de Alcoy.
In 1936 werd hij van de toenmalige directeur Julio Guillén Tato van het Marine-museum te Madrid benoemd tot hoofd van de muziekafdeling, een functie die hij tot 1947 uitoefende. Pérez Monllor werd als de eerste componist bekend, die voor de Semana Santa isleña processiemarsen gecomponeerd heeft.

## Composities

### Werken voor banda (harmonieorkest)
- 1899 Sacri Solemnis, marcha procesional
- 1900 Pange Lingua, marcha procesional
- 1901 Sacris Solemnis, marcha procesional
- 1912 El K'sar el Yedid, paso-doble
- 1914 l’Entra dels moros, marcha mora
- 1915 Himno a Canarias, hymne voor banda (harmonieorkest) - tekst: Ramón Gil Roldán
- 1915 La Vera-Cruz, marcha procesional
- 1917 Gul i anar, serenata española
- 1918 La Divina Pastora, marcha procesional
- 1931 Baix la figuera, marcha mora
- 1935 Moros y Cristians, marcha árabe (marcha de festa)
- 1944 Simpatía, paso-doble
- Corpus Christi
- El Cadí Ben Il Sou, marcha mora
- Els tres capitans
- L'Entra de la Kàbila Ben Kurda, marcha mora
- Mater Dolente

### Werken voor dolçainas en blazers
- Uzul El M'Selmein  (L'entrà dels moros)[1]

### Werken voor piano
- 1903 Lolo, wals